# Demarziella imitatrix
Demarziella imitatrix là một loài bọ cánh cứng trong họ Bọ hung (Scarabaeidae).